# Behaimia
Behaimia là một chi rau đậu thuộc họ Fabaceae. 
Nó gồm các loài:
- Behaimia cubensis